# Bergdorf Goodman

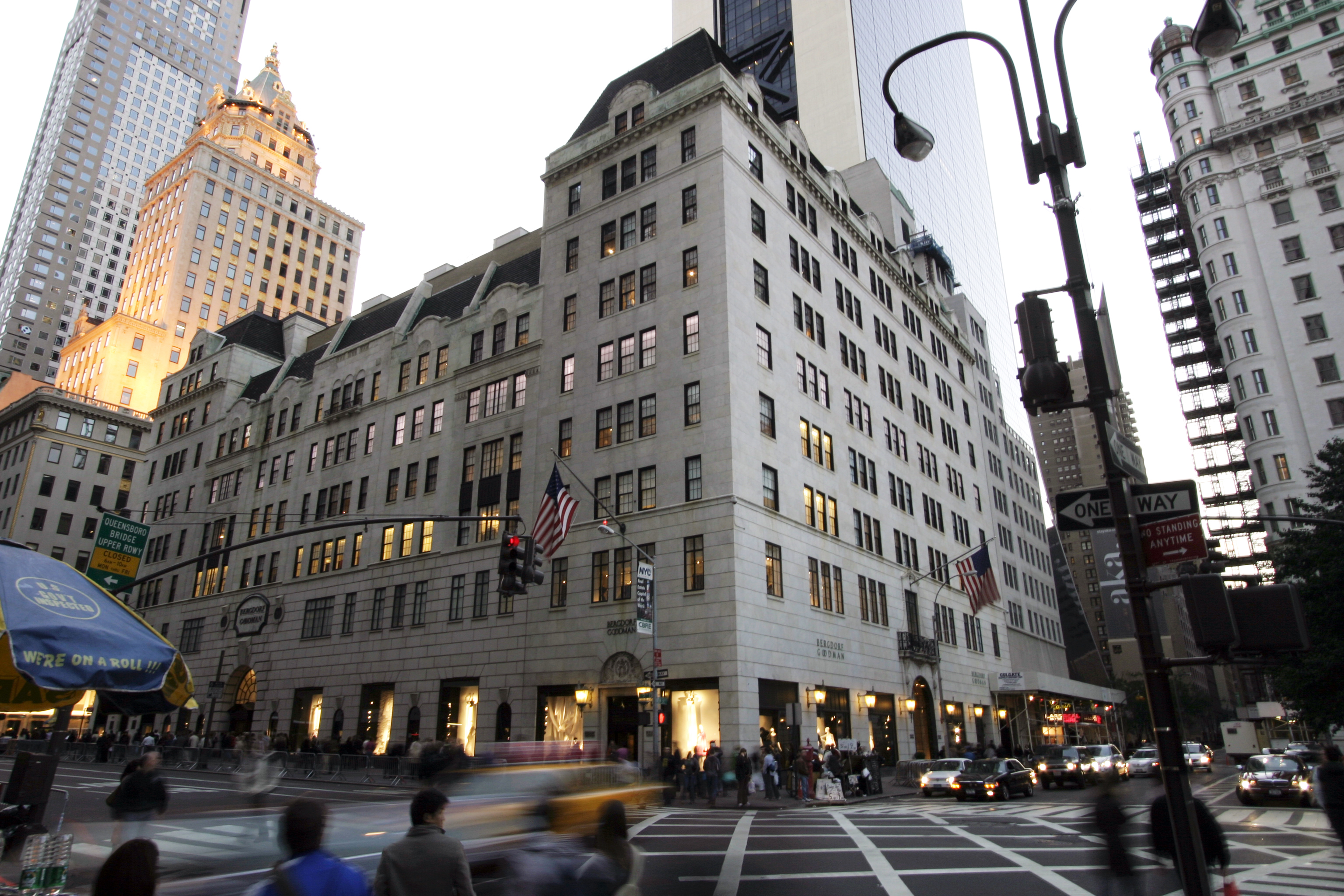
Das Haupthaus von Bergdorf Goodman (2007)

Bergdorf Goodman ist ein in Midtown Manhattan in New York City gelegenes Luxuskaufhaus in der 754 Fifth Avenue, Ecke 58. Straße. Das Unternehmen betreibt neben dem seit 1929 genutzten Haupthaus für gehobene Damenmode und -Accessoires seit 1990 noch eine Filiale für hochpreisige Herrenmode direkt gegenüber in der 745 Fifth Avenue. Beide Häuser liegen einen Block entfernt vom südöstlichen Eingang zum Central Park. Das Sortiment umfasst außerdem exklusive Inneneinrichtungsgegenstände, Brautmoden, Schuhe, Schmuck, Kinderbekleidung und Kosmetika im oberen Preissegment.

## Geschichte
Benannt ist das Kaufhaus nach Herman Bergdorf, einem aus dem Elsass stammenden Inhaber eines Maßschneiderei-Geschäfts in Manhattan, und seinem Mitarbeiter Edwin Goodman, einem Modeschöpfer. Bergdorf eröffnete sein Geschäft 1899 in der Nähe des Union Square und stellte Goodman 1901 an, welcher Bergdorf das Geschäft schließlich 1906 abkaufte. Das Unternehmen Bergdorf Goodman machte sich rasch einen Namen mit exquisiter Mode von amerikanischen und französischen Designern. 1928 bezog das Kaufhaus seinen heutigen Standort und Goodman lancierte zusammen mit seinem Sohn Andrew eine exklusive Pelzmodenkollektion, eigene Parfüms sowie einen eigenen Kosmetik-Salon und erweiterte die hauseigenen Modelinien. 1972 wurde das Kaufhaus an ein Unternehmen verkauft, zu dem auch die Nobelkaufhauskette Neiman Marcus gehörte. Bergdorf Goodman ist bis heute im Besitz der Neiman Marcus Group. 1990 wurde die Herrenmode in das Haus gegenüber ausgelagert.

## Aufbau
Im Haupthaus befinden sich auf neun Stockwerken neben Shops-in-Shop von hochpreisigen Modeherstellern wie Chanel, Yves Saint Laurent, Giorgio Armani, Gucci oder Judith Leiber auch ein Pelz-Salon, ein Friseur- und Kosmetik-Salon (John Barrett Salon) sowie mehrere Restaurants. Im Men’s Store gegenüber findet man auf drei Stockwerken Herrenbekleidung, -Accessoires, Schmuck und Kosmetika sowie ein Restaurant. Seit 2004 besteht der firmeneigene Onlineshop, der sich zu großen Teilen mit dem Angebot von neimanmarcus.com deckt und von Neiman Marcus Direct betrieben wird.